# Abédi Pelé
Abédi Ayew Pelé (ur. 5 listopada 1964 w Domé) – ghański piłkarz, wielokrotnie nagradzany indywidualnie (w 1991, 1992 i 1993 najlepszy piłkarz Afryki), zdobywca Pucharu Narodów Afryki z 1982 roku.

## Kariera klubowa
Abédi Pelé zaczynał karierę klubową w zespole Real Tamale United z Ghany w 1978 roku. W 1983 przeniósł się do zespołu Al-Sadd z Kataru, z którym zdobył krajowy puchar w tym samym roku. W 1984 grał w klubie Dragons de l’Ouémé z Beninu, a w 1985 ponownie w Real Tamale United. W 1986 wyjechał do Europy. Na początku grał w zespołach niższych lig francuskich: Chamois Niortais (1986–1987) i Mulhouse (1987). W 1987 kupił go klub z Ligue 1 – Olympique Marsylia. W 1989 został sprzedany do Lille OSC. Mistrzem został z zespołem Olympique Marsylia w 1991, 1992 i 1993 roku (ostatni tytuł został odebrany). W 1993 był najlepszym zawodnikiem finału Ligi Mistrzów, w którym Olympique Marsylia pokonała A.C. Milan i została pierwszym francuskim klubem, który zdobył to trofeum. Po zdobyciu pucharu Abédi Pelé odszedł z Marsylii do Olympique Lyon. Od 1994 był zawodnikiem Torino Calcio, zaś od 1996 TSV 1860 Monachium. Karierę zakończył dwuletnim pobytem w zespole Al Ain w Zjednoczonych Emiratach Arabskich w 2000 roku.

## Kariera reprezentacyjna
W reprezentacji Ghany Abédi Pelé wystąpił 67 razy i zdobył 33 gole. Zadebiutował na początku lat 80. i był w składzie zwycięskiej drużyny z Pucharu Narodów Afryki w 1982 roku. W 1992 Abédi Pelé był najlepszym graczem turnieju o Puchar Narodów Afryki, jednak z powodu kartek nie zagrał w przegranym finale z Wybrzeżem Kości Słoniowej. Od 1992 do zakończenia reprezentacyjnej kariery w 1998 roku był kapitanem drużyny narodowej. Nigdy nie zagrał w Mistrzostwach Świata z powodu niezakwalifikowania się reprezentacji. W 2004 został wybrany do listy FIFA 100, 125 najlepszych żyjących graczy na świecie.

## Życie prywatne
Abédi Pelé jest bratem Kwame Ayewa i Soli Ayewa, a także ojcem André Ayewa, Rahima Ayewa, Imaniego Ayewa i Jordana Ayewa.

## Odznaczenia
- Order Volty (1996, Ghana)[1]